# Михаел Рот
Михаел Хелмут Рот (Херинген, 24. август 1970) немачки је политичар. Од 27. септембра 1998. обавља функцију народног посланика Бундестага. Члан је Социјалдемократске партије Немачке.

## Биографија
Рођен је 24. августа 1970. године у Херингену, у тадашњој Западној Немачкој. Основно и средње образовање завршио је у родном граду, а након одслужења невојне државне службе, почео је да студира политикологију, јавно право, социологију и немачки језик и књижевност на Гетеовом универзитету у Франкфурту. Био је стипендиста Фондације Фридрих Еберт, а 1997. је дипломирао политикологију. Изјашњава се као геј.

## Контроверзе
Године 2020. критиковао је Мађарску и Пољску због наводне „ерозије демократије” и такође рекао да је један аспект који је „довео до случаја против Мађарске по Члану 7 био распрострањени антисемитизам у Мађарској”. Као одговор, мађарски министар спољних послова Петер Сијарто је позвао немачког амбасадора на састанак да објасни ове примедбе.
Више посматрача га је оптужило за ширење србофобије, а изјавио је да се противи успостављању „Републике Српске 2 на Косову” мислећи на Заједницу српских општина, као и да идеја Велике Србије дестабилизује Републику Косово и Босну и Херцеговину. Такође је био један од потписника писма више десетина европских и америчких парламентараца званичницима САД, Европе и Уједињеног Краљевства у коме је захтевано преиспитивање политике према "Републици Косово" и Србији, захтевајући од њих да буду строжи према Србији и благонаклони према Косову. Србе је назвао „бруталном руљом”, а председника Србије Александра Вучића оптужио да је одговоран за напад Срба на КФОР. Вучић је изјавио да је „све што је [Рот] радио било уперено против дијалога [Београда и Приштине] и Србије”.
Више посматрача оценило је да је Рот лобиста ког финансирају Албанци, док је сам Рот у марту 2024. критиковао званичнике САД који су навели да Република Косово мора формирати Заједницу српских општина и решити питање експропријације земљишта на северу уколико жели да уђе у Савет Европе, на шта је Рот изјавио да су ови услови „неправедни”.